# Kazimierz Jastrzębski
Kazimierz Jastrzębski herbu Ślepowron – podwojewodzi lubelski, miecznik lubelski w latach 1791–1795, wojski mniejszy lubelski w latach 1784–1791, skarbnik lubelski w latach 1779–1784.
Komisarz graniczny województwa lubelskiego w 1792 roku. Był konsyliarzem konfederacji targowickiej województwa lubelskiego.